# Oncidium baueri
Oncidium baueri är en orkidéart som beskrevs av John Lindley. Oncidium baueri ingår i släktet Oncidium och familjen orkidéer. Inga underarter finns listade i Catalogue of Life.

## Bildgalleri

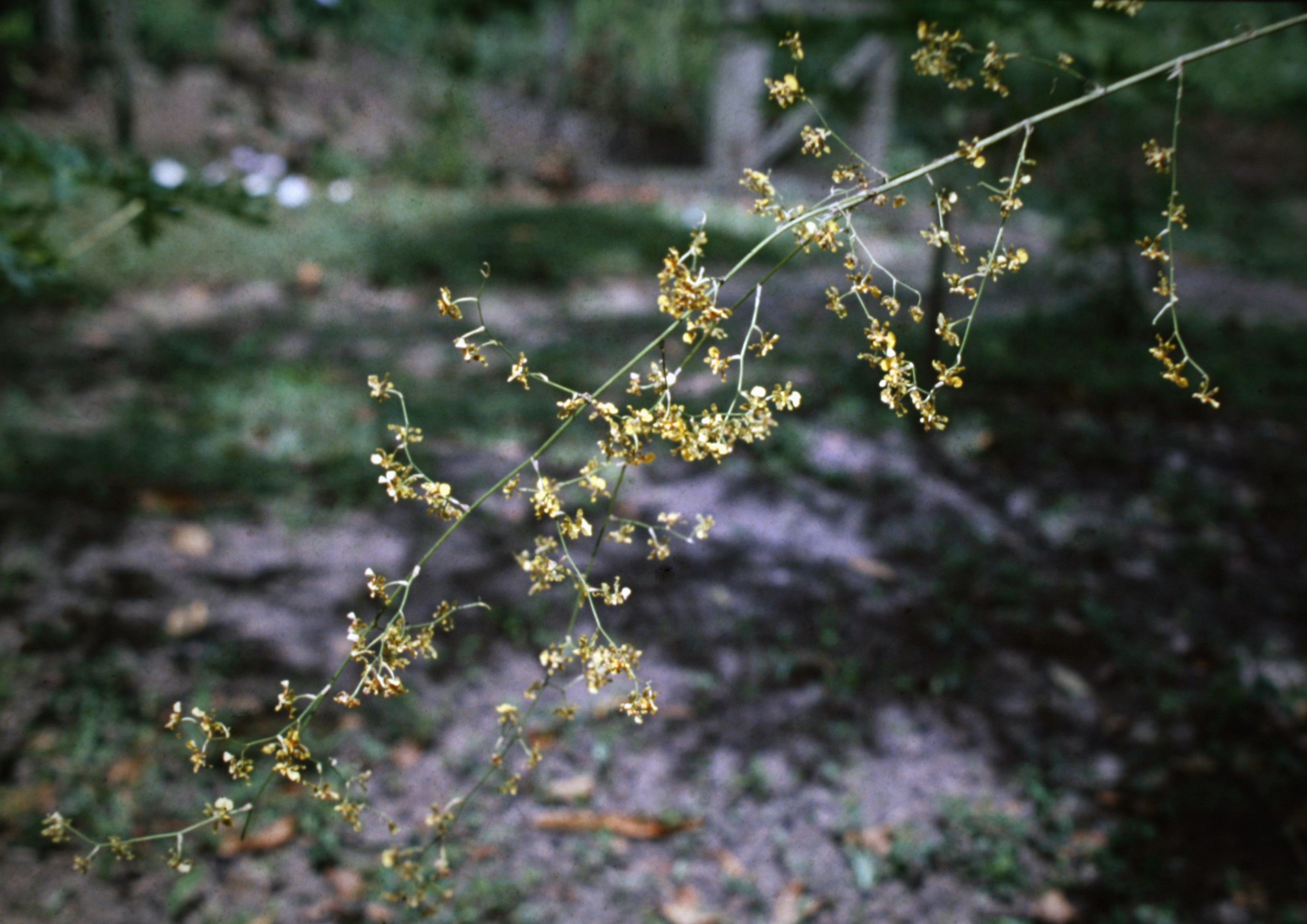
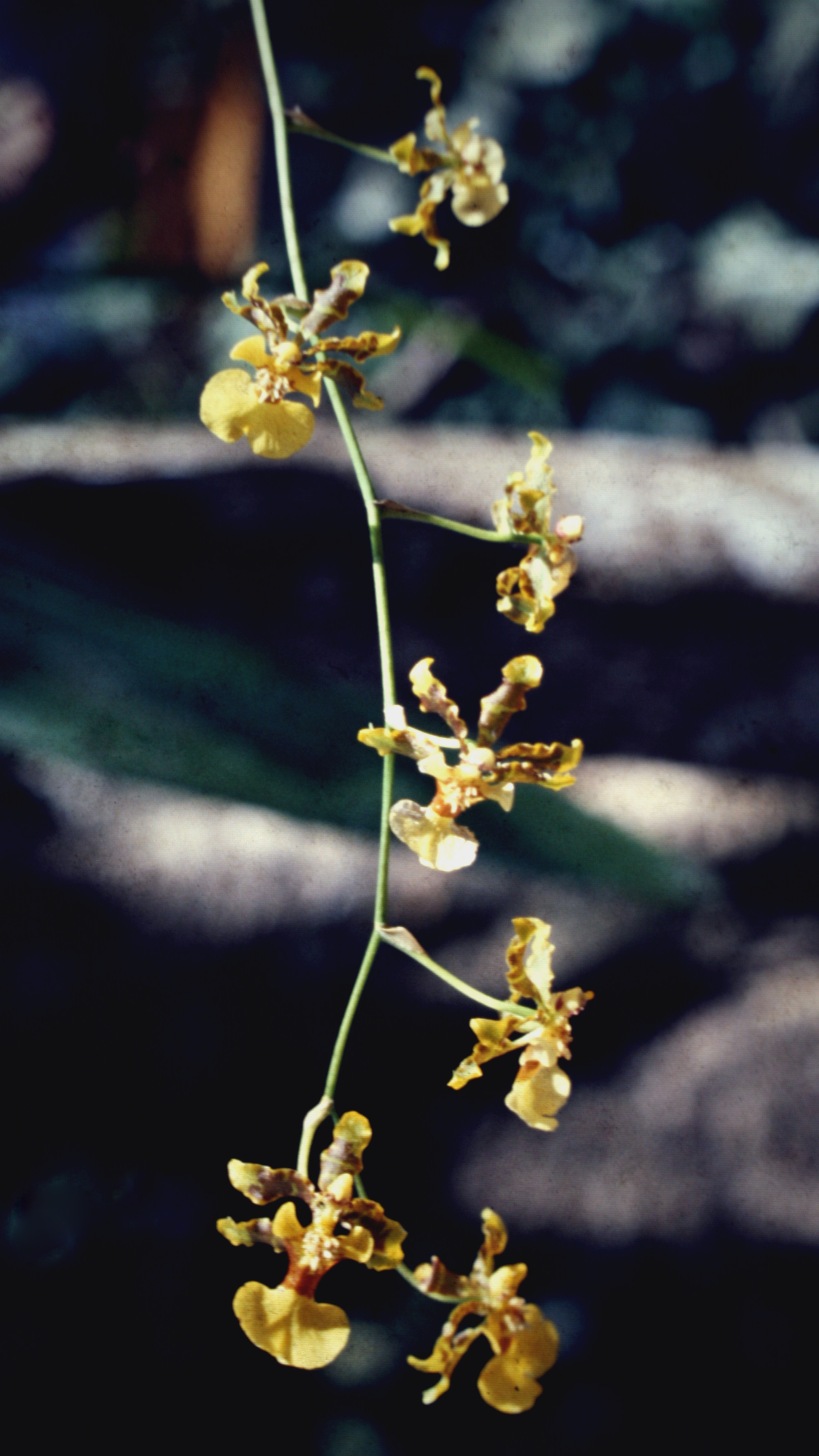
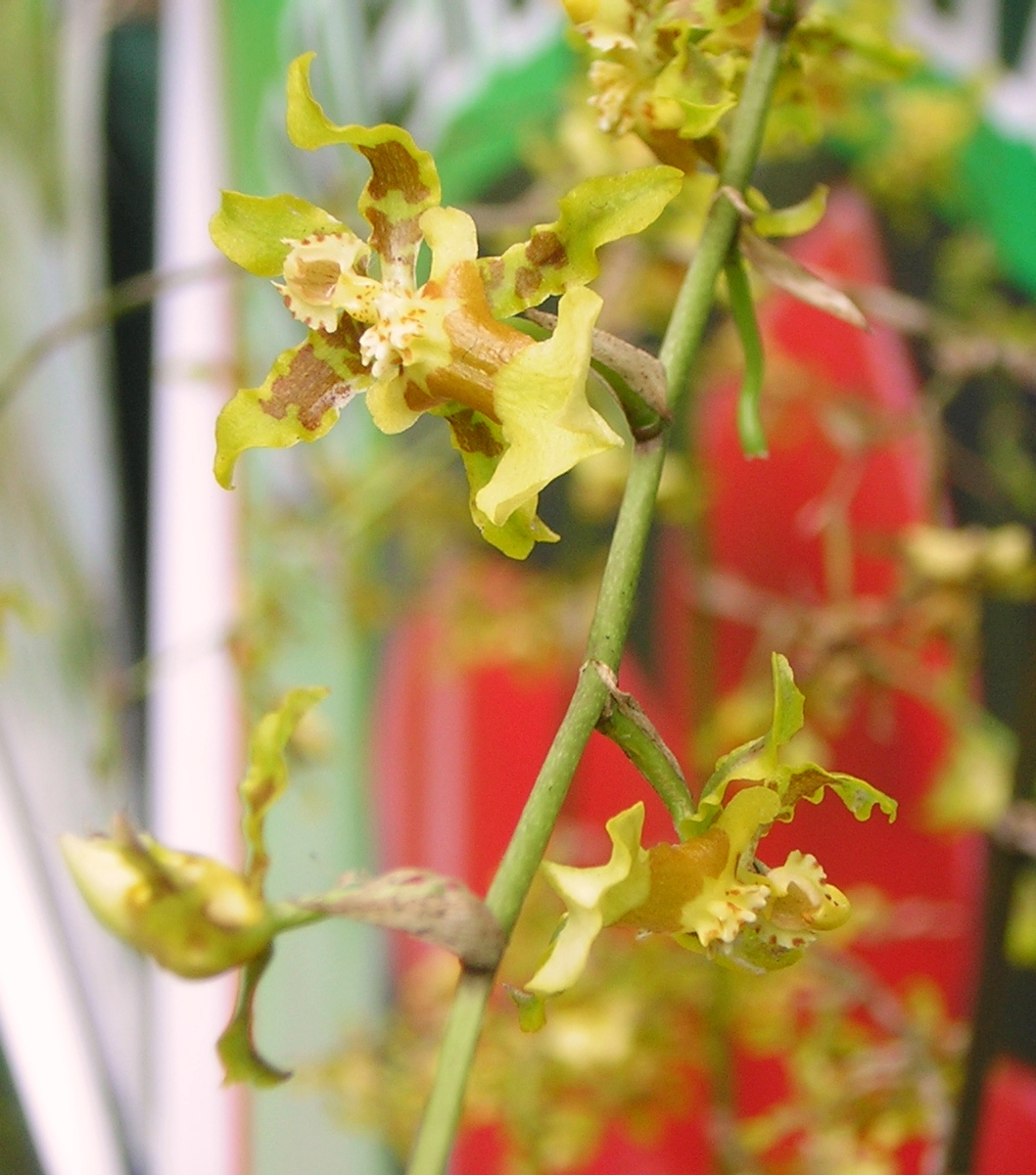
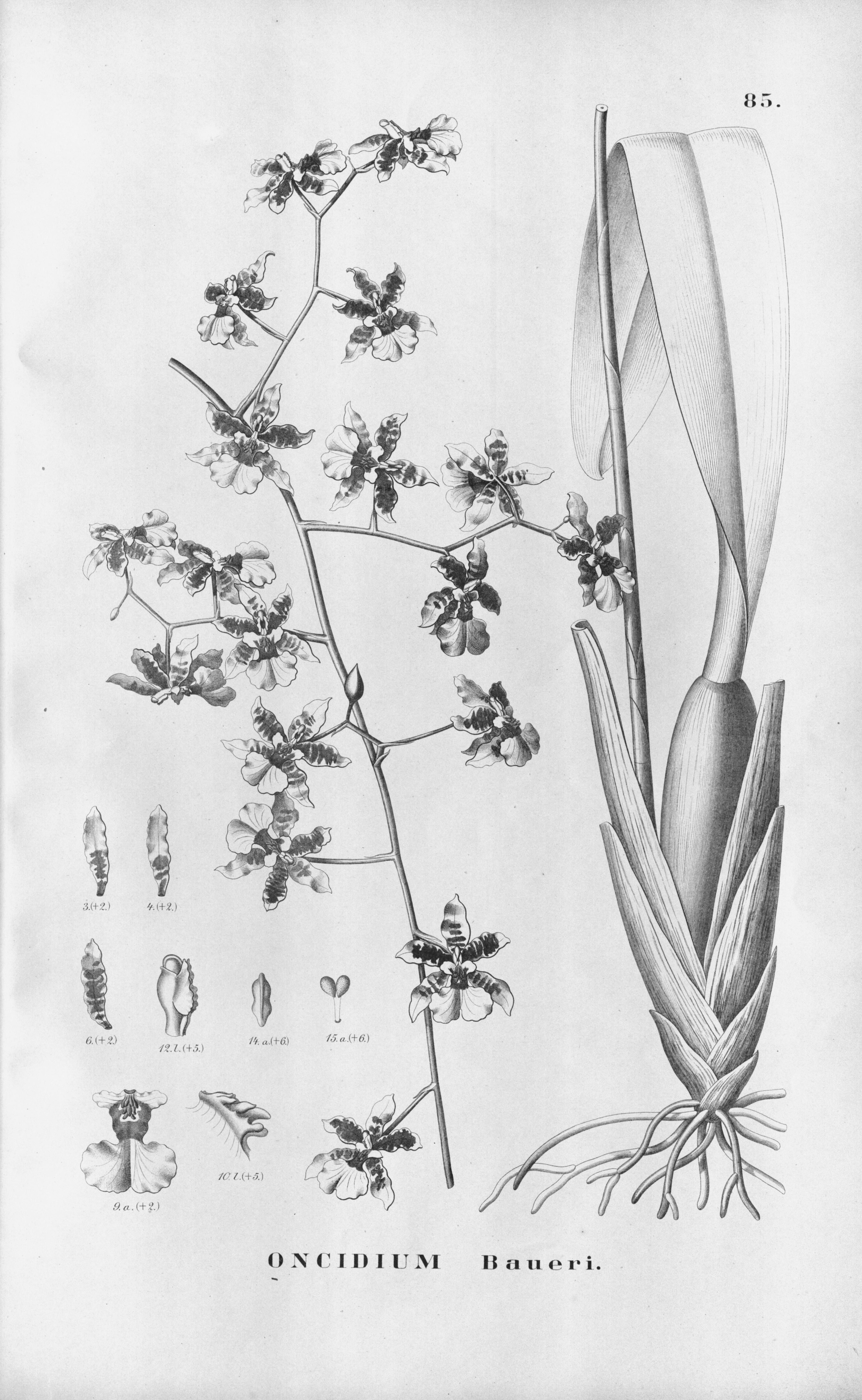